# Буличово (Сафоновський район)
Буличово (рос. Булычёво) — присілок Сафоновського району Смоленської області Росії. Входить до складу Казулінського сільського поселення.
Населення — 0 осіб (2007 рік).